# Chytriodinium parasititum
Chytriodinium parasititum is een soort in de taxonomische indeling van de Myzozoa, een stam van microscopische parasitaire dieren. Het organisme komt uit het geslacht Chytriodinium en behoort tot de familie Chytriodiniaceae. Chytriodinium parasititum werd in 1912 ontdekt door E. Chatton.